# Riforma Moratti
La riforma Moratti identifica alcune riforme legislative che modificarono l'ordinamento scolastico italiano e all'università in Italia. Realizzata tra il governo Berlusconi II ed il governo Berlusconi III, prende il nome dal ministro dell'istruzione, dell'università e della ricerca Letizia Moratti.
Venne realizzata a partire da un lavoro preparatorio istruito da un "Gruppo ristretto di lavoro" coordinato da Giuseppe Bertagna, pedagogista dell'Università di Bergamo, e le norme relative vennero emanate tra il 2003 ed il 2006. Essa abolì la riforma Berlinguer, varata nel 2000.

## Scuola
La legge 28 marzo 2003 n. 53 riguarda soprattutto la riforma dei cicli scolastici, con la ridenominazione di quelli esistenti, l'introduzione dell'alternanza scuola-lavoro e alcune disposizioni per la formazione degli insegnanti. 

### Scuola dell'infanzia
La riforma cambiò il nome della "scuola materna" a "scuola dell'infanzia" e ne consentì l'anticipo dell'iscrizione ai bambini con 28 mesi compiuti (in precedenza 36), senza carattere di obbligatorietà.

### Scuola primaria
Nella scuola primaria è prevista l'iscrizione a partire dai 5 anni e 4 mesi compiuti. Fin dal primo anno è previsto l'insegnamento dell'inglese e dell'uso del computer. È prevista anche una valutazione biennale, mentre l'esame di 5ª elementare viene abolito.
I programmi ministeriali hanno subìto un calo drastico per quanto riguarda lo studio delle discipline storia, geografia, scienze.
| nºclasse | Storia                                                              | Geografia                                                                 | Scienze |
| -------- | ------------------------------------------------------------------- | ------------------------------------------------------------------------- | --- |
| 1ª       | Avviamento disciplina                                               | Avviamento disciplina                                                     | Avviamento disciplina                                                                                                   |
| 2ª       | Concezione del tempo in generale e del proprio                      | Conoscenza paesaggi e concezione orientamento                             | Conoscenza degli elementi/fenomeni naturali e degli animali                                                             |
| 3ª       | Studio dalla Preistoria alla scoperta della scrittura               | Conoscenza approfondita dei paesaggi                                      | Studio approfondito di animali, piante; fenomeni naturali                                                               |
| 4ª       | Studio delle civiltà antiche                                        | Studio dei paesaggi, comprensione della suddivisione dello Stato Italiano | Studio della natura e della struttura corporea degli animali                                                            |
| 5ª       | Studio della cività greca, dei popoli italici, della civiltà romana | Studio delle regioni italiane                                             | Studio delle principali forme e fonti di energia, elementi di fisica, studio del corpo umano, studio del sistema solare |

### Scuola secondaria di primo grado
Nella scuola secondaria di primo grado è prevista una valutazione dopo il secondo anno, mentre al termine del terzo l'esame di Stato. Il monte orario settimanale viene ridotto a 27 ore elevabili fino ad un massimo di 30 in relazione alla presenza dell’insegnamento della lingua straniera. In tale orario non è compreso il tempo dedicato alla mensa nel caso di uno o più rientri pomeridiani. Vengono ridotte da tre a due le ore di insegnamento della seconda lingua comunitaria (solitamente lingua francese); era prevista l'introduzione del cosiddetto "portfolio", un dossier che documentava le esperienze, scolastiche o meno, tramite le quali ogni studente aveva acquisito le varie "abilità". 
Nella scuola secondaria di secondo grado è previsto un primo biennio e un secondo biennio al quale si aggiunge un ulteriore anno. È inoltre possibile cambiare indirizzo senza dover perdere gli anni già superati e facendo solo un piccolo esame integrativo delle materie differenti tra gli altri indirizzi (le materie base quali: matematica-storia ecc. fanno le stesse tappe per tutti gli indirizzi).
In tutti i licei era previsto l'insegnamento della filosofia e della seconda lingua comunitaria. Agli artt. 2 e 4 si introduce l'alternanza scuola-lavoro, la cui disciplina venne dettata dal d.lgs. 15 aprile 2005, n. 77, seppur non a carattere obbligatorio. 

## Università
Vennero in particolare, emanate la legge 4 novembre 2005, n. 230 ed il d.lgs. 6 aprile 2006, n. 164. Ambedue le norme contenevano disposizioni soprattutto sui professori e ricercatori universitari; il decreto del 2006 introdusse l'"idoneità scientifica nazionale" quale requisito per la partecipazione a concorsi per professore universitario.
Viene inoltre reso immediatamente abilitante il diploma di laurea in Scienze della formazione primaria, necessario per poter insegnare nella scuola primaria.